# Hutanopan (Sosa)
Hutanopan is een bestuurslaag in het regentschap Padang Lawas van de provincie Noord-Sumatra, Indonesië. Hutanopan telt 270 inwoners (volkstelling 2010).